# Fons Burger

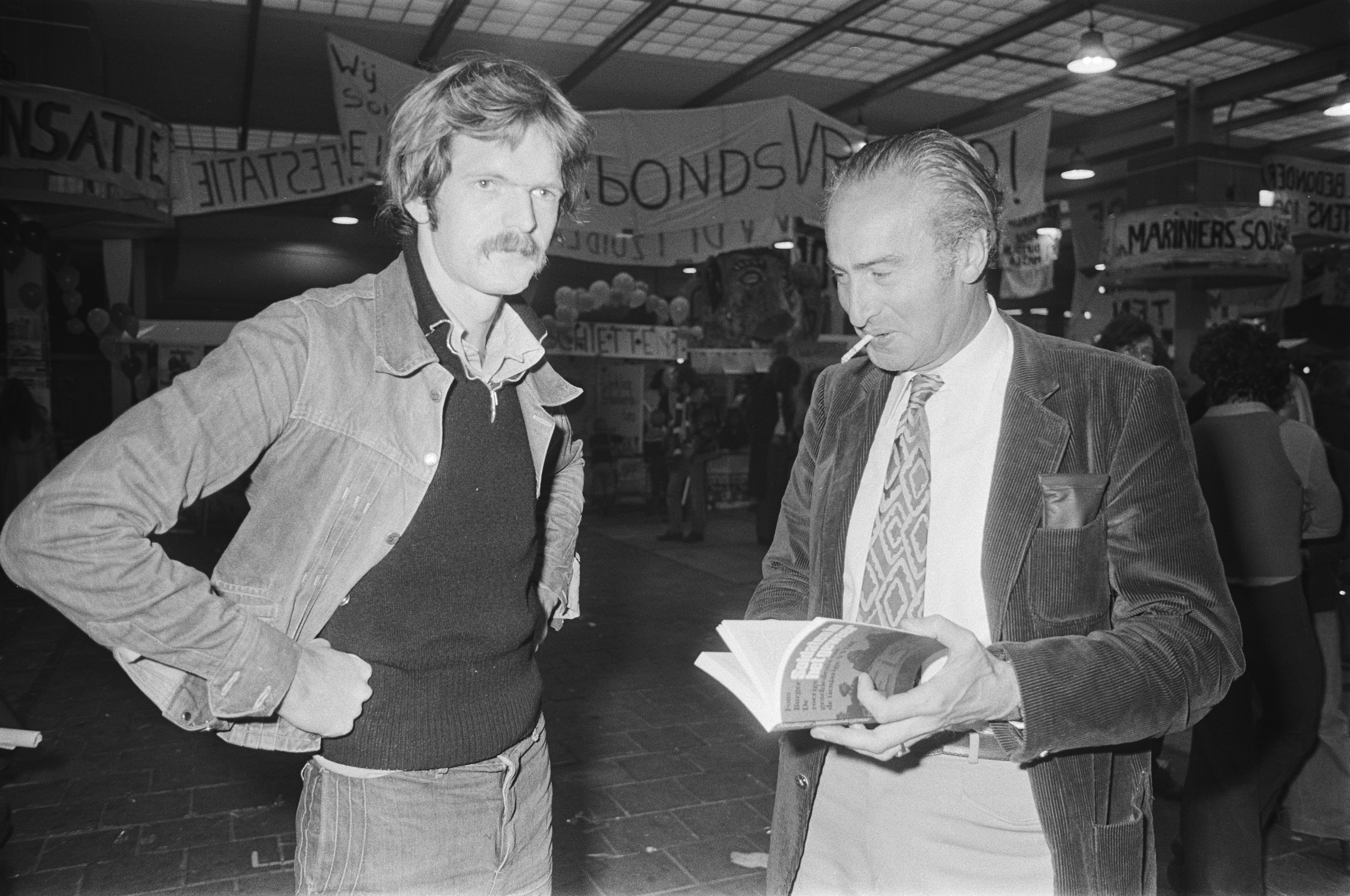
Burger met minister Vredeling (1976)

Fons Burger (Zandvoort 1952) is journalist, schrijver en activistisch ondernemer. 
Burger begon zijn carrière in 1969 bij de Zandvoortse Koerant, een linkse dorpskrant. Ook was hij betrokken bij een plaatselijk actiecentrum voor het milieu, de wereldwinkel en de sleep inn in Zandvoort. In 1973 bouwde hij samen met Derk Sauer het verenigingsblad Twintig van de VVDM om tot een actiekrant in tabloid stijl.

## Journalist

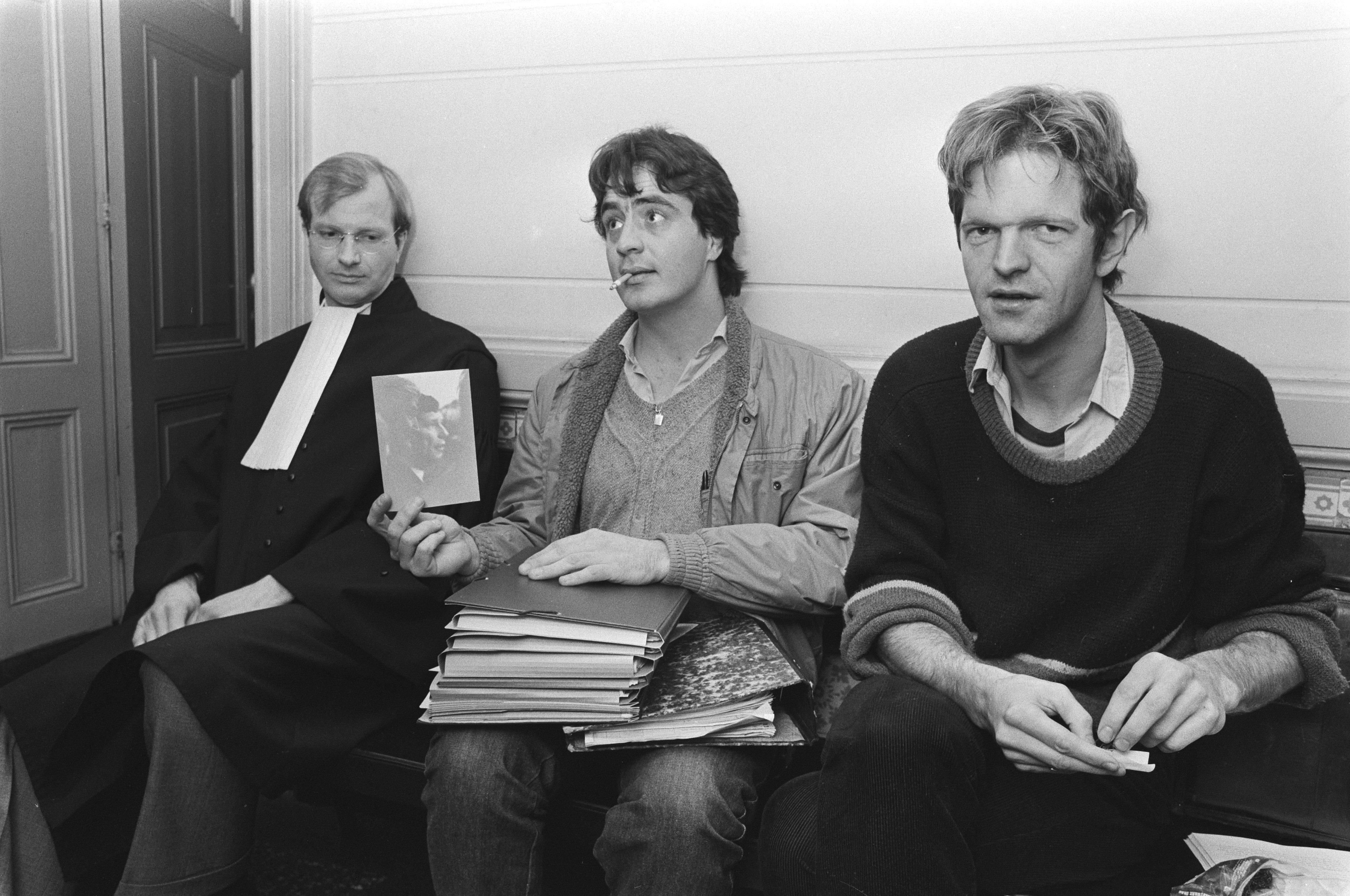
Burger (rechts) met Pieter Storms en advocaat Boukema (1982)

In 1975 trad hij toe als onderzoeksjournalist tot de Nieuwe Revu. Hij maakte onder andere deel uit van het team rondom de Lockheed-affaire dat de steekpenningenaffaire rond Prins Bernhard onthulde. Verder werkte hij aan verhalen over de achtergronden van rijke industriële families in Nederland, de oorlogscrisis, de schandalen rond de oliecrisis en de Derde Wereld. In 1981 was hij hoofdredacteur van de Nieuwe Revu, een functie die hij twee jaar vervulde. Hij werd opgevolgd door Derk Sauer.
Begin deze eeuw pakte Burger het journalistieke vak weer op met het bookazine Dif, een kruising tussen een boek en een magazine.  In edities van ongeveer 500 pagina's werkten prominente schrijvers, journalisten, fotografen, illustratoren en kunstenaars samen rond actuele thema’s van die tijd. Dif, met de ondertitel "Maakt het verschil", publiceerde werk van onder anderen fotografen als Erwin Olaf, Anton Corbijn, Vincent van de Wijngaarden, Peter Martens en Patrovsky & Ramone. Daarnaast bevatte het teksten van auteurs zoals Herman Brusselmans, Francisco van Jole en Wilfried de Jong, en kunst van onder anderen Jim Cheung, Terry Rodgers en Raoul de Leo.
De interviewseries omvatten gesprekken met bekende figuren zoals Johan Cruyff, Ruud Lubbers, Antonie Kamerling, Isa Hoes en Michael Moore, wat bijdroeg aan de brede maatschappelijke en culturele relevantie van het blad.

## Rotterdam
In 1987 startte hij het muziekcafé Rotown dat binnen korte tijd bekend werd als kleinschalig podium voor popmuziek. Een jaar later volgde de oprichting van het nachtelijke uitgaanscentrum Nighttown. Nighttown heeft een belangrijke rol in de housescene van Nederland gespeeld. Als ontwikkelaar kon Burger namens de gemeente Rotterdam diverse andere projecten in de culturele sector opzetten. Hij is huisbaas van meer dan tien plaatselijke kunstinstellingen en podia, waaronder het Scapino Ballet, Stichting Worm en V2 Instituut voor de instabiele media.

## Schrijver
Burger publiceerde zijn eerste roman 'Vrouwen' in 2003 en schreef daarna nog drie thrillers, drie kookboeken en twee boeken voor jongvolwassenen. Hij gebruikte daarbij soms de pseudoniemen Paula King en Frank Jansen. In 2020 schreef hij samen met zijn vrouw Jacqui Burger het boek "Lang en Gelukkig" over hoe men gezond oud kan worden. In 2022 verscheen zijn nieuwe roman '2125, de winterslaper'. 